# Sceptical Essays
Sceptical Essays (Sceptische essays) is een boek van de Britse filosoof Bertrand Russell, gepubliceerd in 1928. Hij behandelt hierin op een kritische, sceptische wijze de meest verscheidene onderwerpen.
Russell legt in de eerste pagina's van het boek zelf uit wat hij met deze bundel essays beoogt:
Mijn bedoeling is om aan de lezer een doctrine voor te leggen die, zo vrees ik, paradoxaal en subversief zal lijken. De leer in kwestie is deze: dat het onwenselijk is om een propositie te geloven als er geen reden is om te geloven dat ze waar is. Ik moet natuurlijk toegeven dat, indien een dergelijke overtuiging gemeengoed werd, het ons sociale leven en politieke systeem volledig zou veranderen.
In deze bundel essays probeert Russell een matige vorm van scepsis te definiëren waarvan hij gelooft dat zij verenigbaar is met rationele en wetenschappelijke perspectieven. De grond van de zaak, zo betoogt hij, is dat we moeten erkennen dat zelfs onze sterkste overtuigingen waarschijnlijk herziening behoeven, en dat we deskundig advies niet mogen negeren. Wanneer er geen consensus van mening is tussen de deskundigen moeten wij (de niet-deskundigen) ons oordeel opschorten. Hoewel de inhoud van de essays in deze verzameling aanzienlijk varieert, loopt Russells sceptische visie samen met zijn verdediging van de individuele vrijheid als een rode draad doorheen de behandelde thema's.

## Inhoud
1. Introductie
2. Dromen en feiten
3. Is wetenschap bijgelovig?
4. Kan de mens rationeel zijn?
5. Filosofie in de 20e eeuw
6. Machines en gevoelens
7. Behaviorisme en waarden
8. Oosterse en westerse idealen van geluk
9. Het kwaad dat goede mensen kunnen doen
10. De heropleving van het puritanisme
11. De behoefte aan politiek scepticisme
12. De vrije gedachte en officiële propaganda
13. Vrijheid in de maatschappij
14. Vrijheid versus autoriteit in opvoeding
15. Psychologie en politiek
16. Het gevaar van godsdienstoorlogen
17. Enige vooruitzichten: opgewekte en andere